# Оке та його світ
«Оке та його світ» (швед. Åke och hans värld) — шведська стрічка 1984 року, знята на основі однойменного роману 1924 року Бертіла Мальмберга.

## Сюжет
Шестирічний Оке — син сільського лікаря, живе в провінційному містечку з батьками, сестрою та кузиною. Хлопчик товаришує з Калле. Його батько зловживає алкоголем, а мати померла, проте Калле — щаслива дитина, яка допомагає Оке побороти страхи перед прибиральником, божевільною кузиною, суворим директором.

## У ролях
| Актор              | Роль         |
| ------------------ | ------------ |
| Лоа Фалькман       | батко Оке    |
| Гуннель Фред       | мати Оке     |
| Мартін Ліндстрем   | Оке          |
| Стеллан Скашгорд   | Ебенгольтц   |
| Бйорн Густафсон    | Бергстрем    |
| Александр Скашгорд | Калле        |
| Катя Бломквіст     | Ая           |
| Сюзан Ернруп       | Анна-Марі    |
| Раймонд Недерстрем | батько Калле |
| Давид Боаті        | Лілль        |

## Створення фільму

### Виробництво
Зйомки фільму проходили в Стокгольмі з 29 лютого по 12 травня 1984 року.

### Знімальна група
- Кінорежисер — Аллан Едвалль
- Сценарист — Аллан Едвалль
- Композитор — Томас Ліндаль
- Кінооператор — Йорген Перссон
- Кіномонтаж — Ларс Гагстрем
- Художник-постановник — Анна Асп
- Художник-костюмер — Герті Ліндгрен[3]

## Сприйняття

### Критика
Рейтинг фільму на сайті Internet Movie Database — 6,7/10 (285 голосів).

### Номінації та нагороди
| Нагороди та номінації фільму «Оке та його світ» | Нагороди та номінації фільму «Оке та його світ» | Нагороди та номінації фільму «Оке та його світ» | Нагороди та номінації фільму «Оке та його світ» | Нагороди та номінації фільму «Оке та його світ» | Нагороди та номінації фільму «Оке та його світ» |
| Рік                                             | Кінофестиваль/кінопремія                        | Категорія/нагорода                              | Номінант                                        | Результат                                       |                                                 |
| ----------------------------------------------- | ----------------------------------------------- | ----------------------------------------------- | ----------------------------------------------- | ----------------------------------------------- | ----------------------------------------------- |
| 1985                                            | Міжнародний кінофестиваль у Чикаго              | «Золотий Г'юго»                                 | Аллан Едвалль                                   | Номінація                                       |                                                 |
| 1985                                            | «Lucas»                                         | Дитяча секція                                   | Аллан Едвалль                                   | Перемога                                        |                                                 |
| 1985                                            | Московський міжнародний кінофестиваль           | «Золотий приз»                                  | Аллан Едвалль                                   | Номінація                                       |                                                 |
| 1985                                            | Міжнародний кінофестиваль у Вальядоліді         | «Золотий колос»                                 | Аллан Едвалль                                   | Перемога                                        |                                                 |